# Лесная Слобода
Лесная Слобода — деревня в Шацком районе Рязанской области в составе Ямбирнского сельского поселения.

## Географическое положение
Деревня Лесная Слобода расположена на Окско-Донской равнине на правом берегу реки Цны в 27 км к северо-востоку от города Шацка. Расстояние от деревни до районного центра Шацк по автодороге — 36 км.
Деревня с трёх сторон окружена большим лесным массивом, с четвёртой стороны, на западе, протекает река Цна. На южной окраине деревни находится Детский оздоровительно-образовательный центр «Дружба», далее к югу протекает небольшой лесной ручей и расположено пойменное озеро. Ближайшие населенные пункты — деревня Ужово, сёла Инная Слобода и Ямбирно.

## Население
| 1989 | 2010 | 2012 |
| ---- | ---- | ---- |
| 174  | ↘75  | ↗93  |

## Происхождение названия
По мнению михайловских краеведов И. Журкина и Б. Катагощина, первая часть названия поселения — «лесная», указывает на местоположение населенного пункта в лесу.
Что касается второй части названия, то раньше слободами называли населенные пункты, жители которых пользовались определёнными льготами и привилегиями. Само слово «слободка», «слобода» есть искаженное «свобода» (послабление, послабить, ослабить, слабить). Феодал нередко разрешал группе охочих вольных людей поселиться на участке своей пустующей земли, а чтобы заселение шло успешнее, давал переселенцам различные льготы и привилегии в податях на определённый срок. Жители слободы были подсудны только своему феодалу и находились под его покровительством. По истечении срока они становились обычными поселенцами и уравнивались в правах с жителями окрестных сел. Но за этими селениями нередко сохранялись названия Слобода, Слободка.
Вплоть до начала XX в. деревня Лесная Слобода носила также и второе название — Сосновка.

## История
Деревня Лесная Слобода возникла до 1862 года, как выселки крепостных крестьян обер-камергера и тайного советника Эммануила Дмитриевича Нарышкина (1813—1901 гг.) из села Инная Слобода с целью решить проблему малоземелья.
К 1911 году, по данным А. Е. Андриевского, деревня Лесная Слобода, Сосновка тож, относилась к приходу Преображенской церкви села Инина Слобода и в ней насчитывалось 40 дворов, в коих проживало 178 душ мужского и 170 женского пола.

## Экономика
По данным[каким?] на 2015/2016 г. в деревне Лесная Слобода Шацкого района Рязанской области расположен:
1. ООО Детский оздоровительно-образовательный центр «Дружба» (деятельность в сфере здравоохранения и образования).

## Транспорт
Основные грузо- и пассажироперевозки осуществляются автомобильным транспортом.